# آیت سی سعید
آیت سی سعید (به لاتین: Aït Si Saïd) یک روستای در بنی عمران (الجزایر) است که در ناحیه ثنیه واقع شده‌است. آیت سی سعید ۵ کیلومتر مربع مساحت دارد ۴۰۰ متر بالاتر از سطح دریا واقع شده‌است.